# 斯卢瑟霍尔门

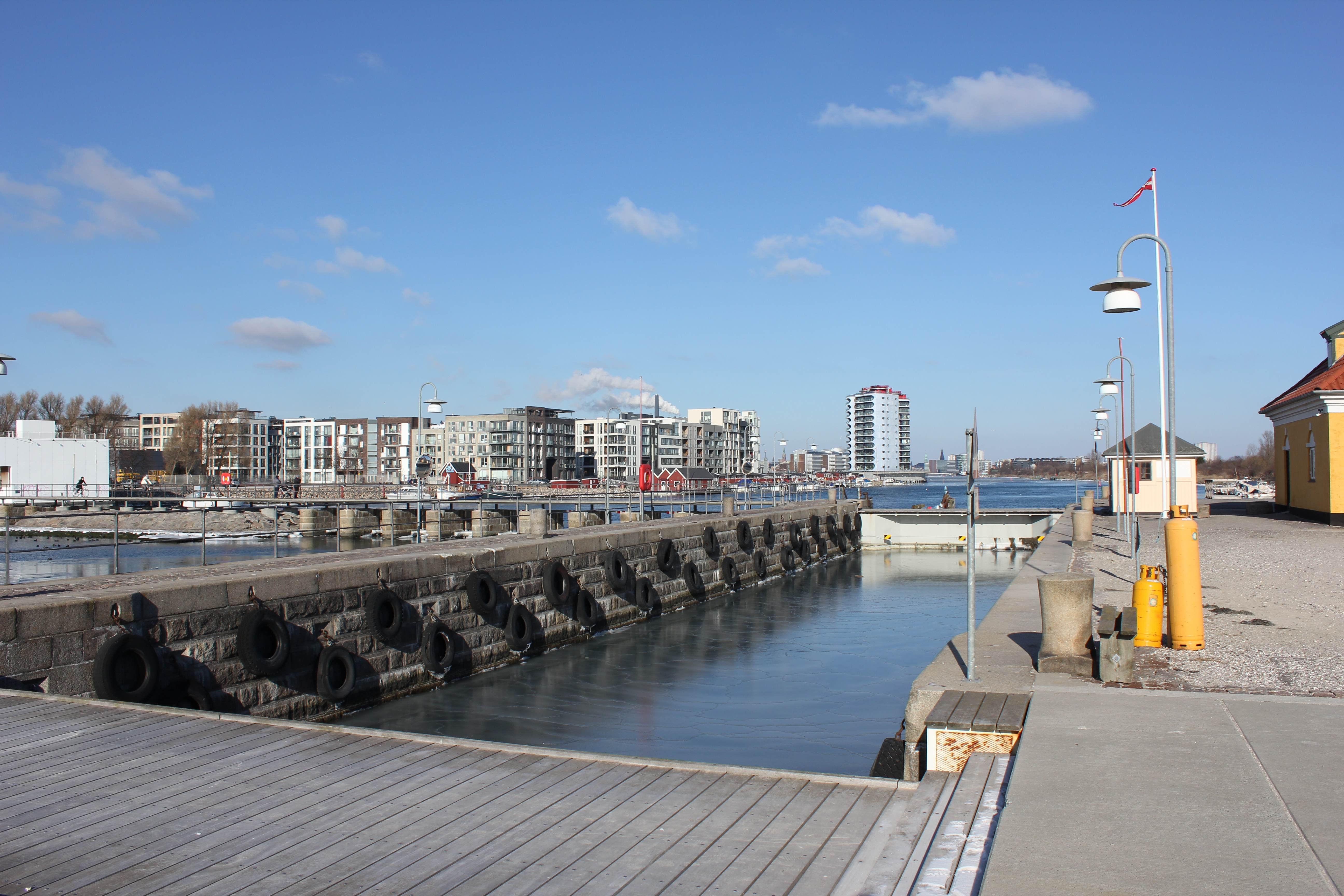
斯卢森船闸和背景中的斯卢瑟霍尔门

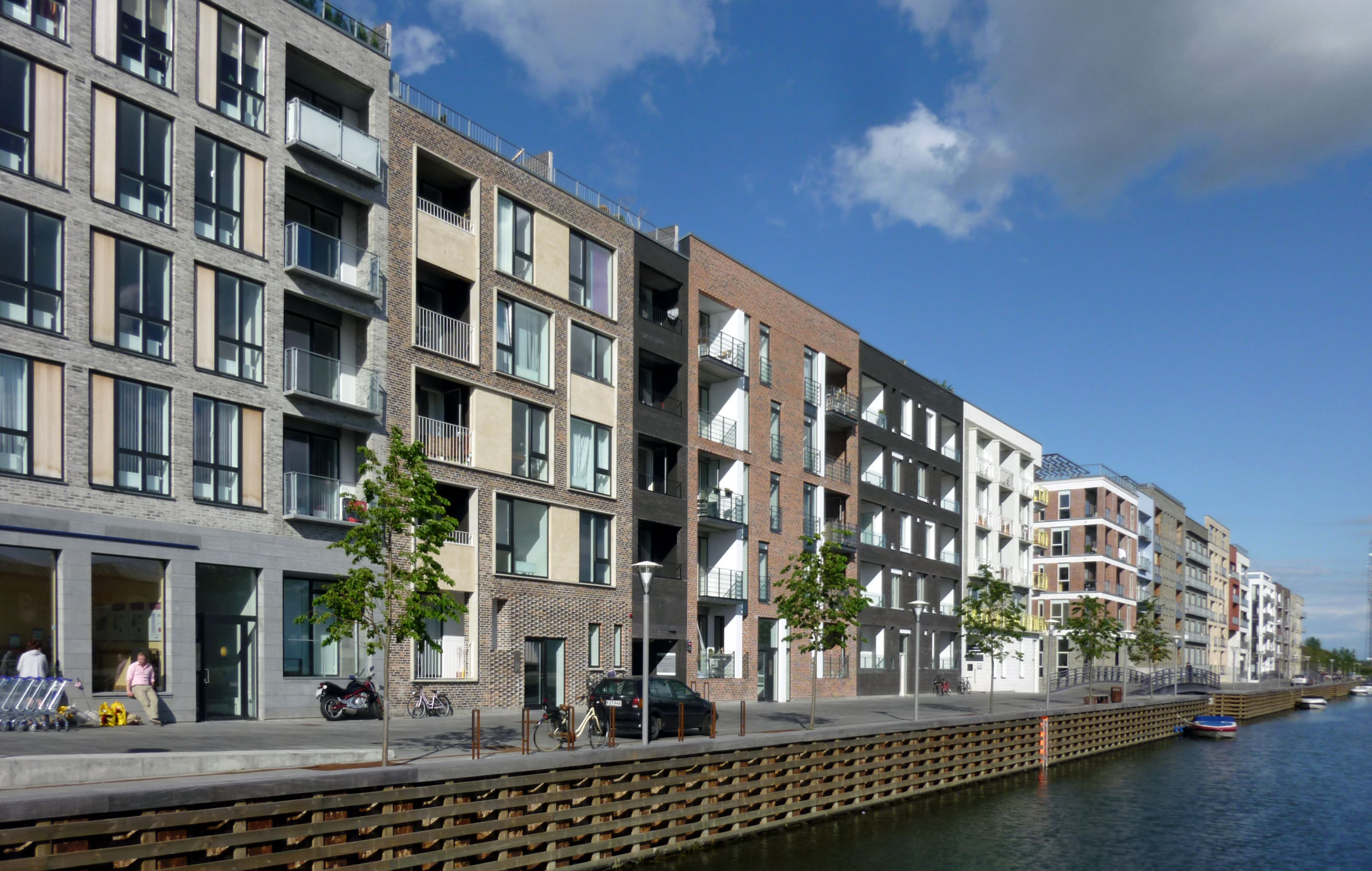
斯卢瑟霍尔门运河区

斯卢瑟霍尔门（丹麥語：Sluseholmen）是丹麦哥本哈根南港地区内的街区与半岛，历史上曾为岛屿，因填海而成为半岛。因东南方不远处的斯卢森船闸而得名。行人、非机动车、汽车、摩托车还可通过瓦厂桥往来于斯卢瑟霍尔门半岛和采尔霍尔门半岛之间。
斯卢瑟霍尔门曾为工业区，有包括福特汽车在内的多间重工业企业在此设厂。进入21世纪后，逐步转变为集商业、居住、海上娱乐与一体的再发展区。

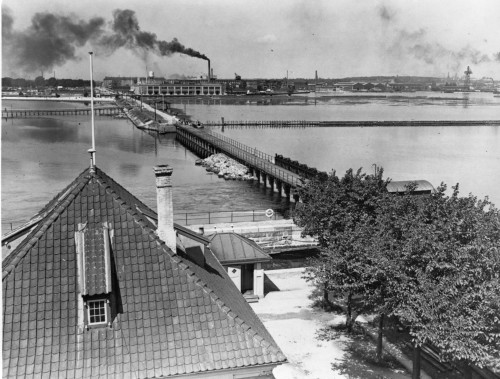
20世纪30年代时的斯卢森船闸控制房
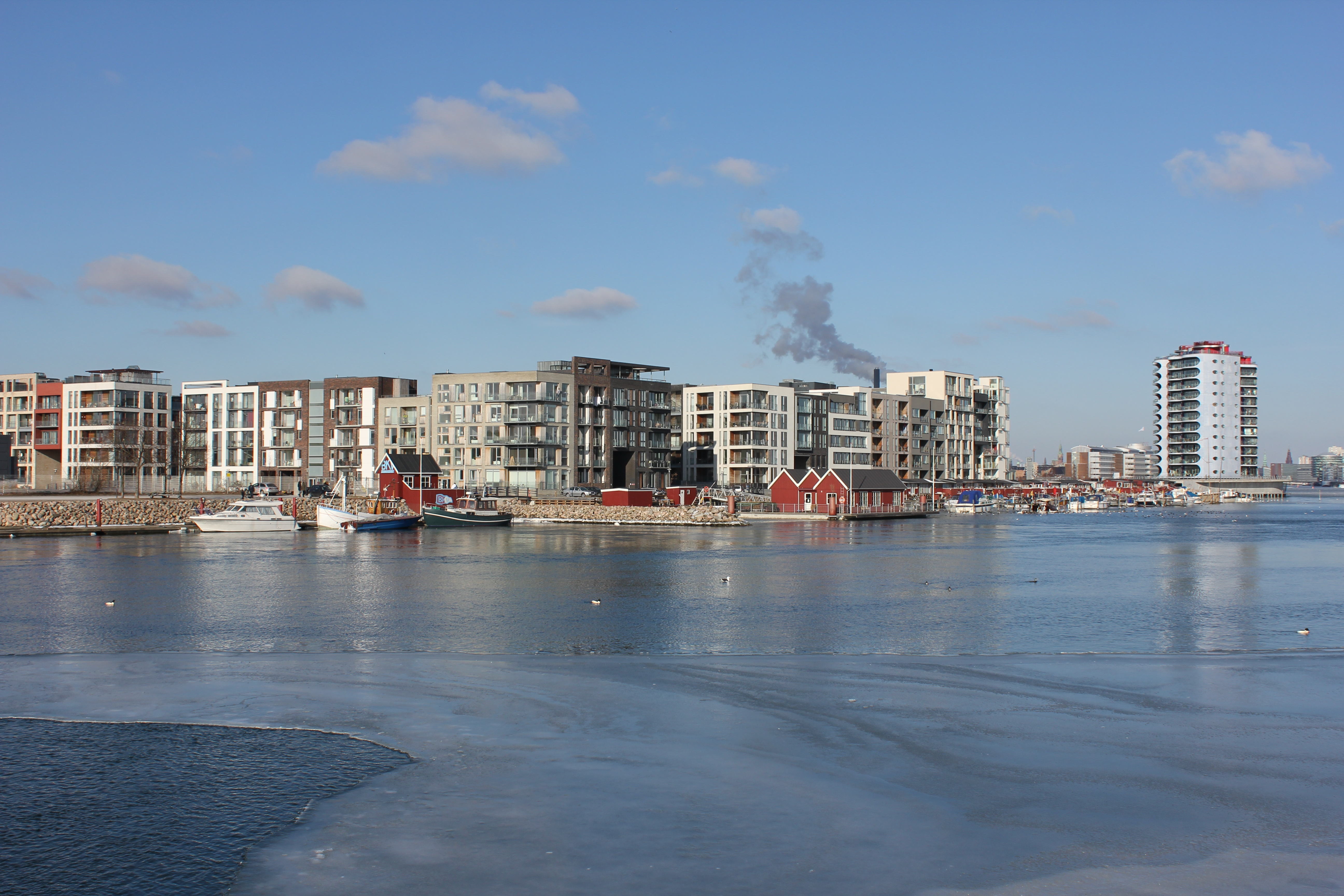
位于斯卢瑟霍尔门的游艇俱乐部和城市建筑

## 设施

### 斯卢瑟霍尔门运河区
斯卢瑟霍尔门运河区为斯卢瑟霍尔门的一部分。2004年开始在哥本哈根自治市、哥本哈根港的的主持下开始进行将工业区改建为住宅区的工程。再发展工程于2004年开工，2008年完工。。运河区现时拥有可供1150户居住的多层住宅楼建筑群，建于填海形成多座半岛或岛屿而上。这些半岛和岛屿由以水道分割以桥梁和路堤相连。

### 都会大厦

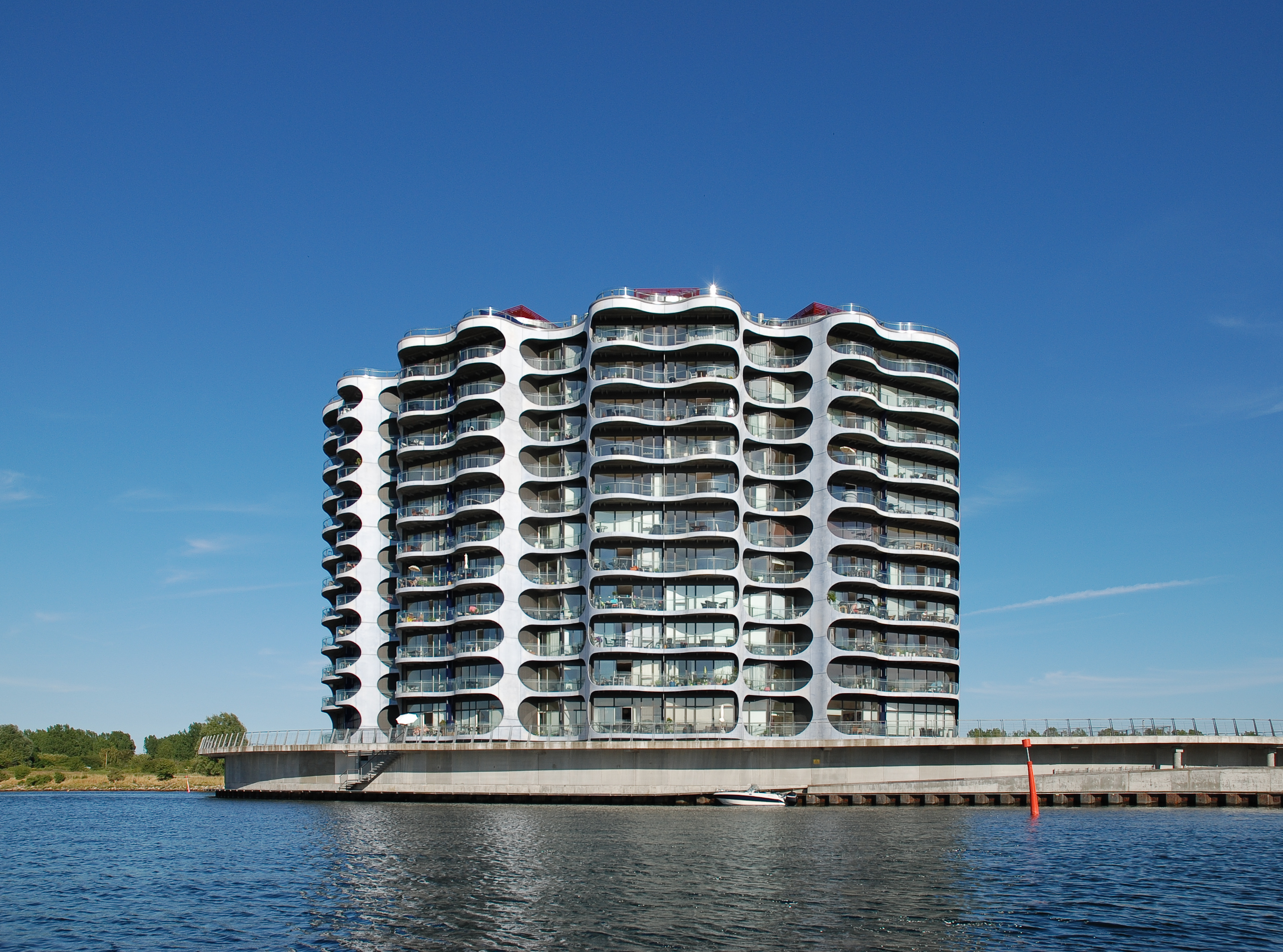
都会大厦

都会大厦（丹麦语：Metropolis）是一栋小高层住宅楼，斯卢瑟霍尔门东北角。2008年完工，采用未来主义建筑风格。设计方为英国的未来系统公司。

### 瓦尔比游艇俱乐部
瓦尔比游艇俱乐部（丹麦语：Bådklubben Valby）位于斯卢瑟霍尔门运河区东海岸，是一座外观鲜艳的旧式码头。2000年代斯卢瑟霍尔门运河区再发展时曾计划拆除瓦尔比游艇俱乐部。后出于文物保护的考虑而将瓦尔比游艇俱乐部保护下来。瓦尔比游艇俱乐部还拥有一间向公众开放的餐厅。

### 哥本哈根海港浴场
2011年下半年，哥本哈根海港浴场在斯卢瑟霍尔门的娱乐区建成开放。

## 交通
斯卢瑟霍尔门曾长期因公共交通服务质量不佳和饱受诟病，当地政府因而从多方面进行的相关改善工程。连接斯卢瑟霍尔门半岛和采尔霍尔门半岛的瓦厂桥于2007年开始规划工作，2011年1月启用，设计单位为Hvidt & Mølgaard。半岛现时已有巴士线路途经。哥本哈根市郊铁路“南港站”位于斯卢瑟霍尔门以西不远处。2009年9月，斯卢瑟霍尔门引入哥本哈根港口巴士901路和902路。建设中的哥本哈根地铁4号线哥本哈根南港段亦设有“斯卢瑟霍尔门站”。